# Il primo imperatore
Il primo imperatore (The First Emperor) è un film del 2006 diretto da Nic Young.
Si tratta di una docufiction sulla vita e le imprese del primo Imperatore della Cina unificata, Qin Shi Huang Di.
La produzione, che comprende ricostruzioni in computer grafica e con attori in costume, si avvale della narrazione di Jeffrey Riegel, professore emerito di cinese presso il Dipartimento di Lingue e Culture dell'Estremo Oriente dell'Università di Berkeley.
in Italia molte scene di questa docufiction vennero utilizzate per lo speciale televisivo di Superquark: L'uomo che creò la Cina.